# Munetaka
Książę Munetaka (jap. 宗尊親王 Munetaka shinnō; ur. 15 grudnia 1242, zm. 2 września 1274) - dwunasty siogun w historii i szósty siogunatu Kamakura.

## Życie
Najstarszy syn cesarza Go-Sagi. Został siogunem w wieku 10 lat na miejsce usuniętego wcześniej Yoritsugu Kujō. 
Siogunat był w rzeczywistości kontrolowany przez ród Hōjō. 
W 1266 r. Munetaka abdykował na rzecz swojego syna, księcia Koreyasu. Pozostały okres życia spędził w Kioto jako mnich buddyjski pod imieniem Gyōshō. Próbował także swoich sił jako poeta, komponując poematy jak: Keigyoku-waka-shū ("Cenne klejnoty - 
zbiór poezji japońskiej") i Ryūyō-waka-shū ("Liście wierzby - zbiór poezji japońskiej").

## ErybakufuMunetaki
- Kenchō      (1249–1257)
- Kōgen  (1256–1257)
- Shōka        (1257–1259)
- Shōgen      (1259–1260)
- Bun’ō  (1260–1261)
- Kōchō       (1261–1264)
- Bun’ei      (1264–1275)